# 中村泰三
中村 泰三（なかむら たいぞう、1917年 - 2002年8月26日）は、日本の写真家。
1954年、浪華写真倶楽部に入会。花和銀吾、中藤敦、本庄光郎などの指導を受けた。ポスタリゼーション作品を得意とした。代表作に『イタリア旅情：ポスタリゼーションによる作品集』がある。

## 略歴
1917年に大阪市で生まれる。京都市立美術工芸学校（現京都市立芸術大学）卒。2002年没。

## 作品集・著作
- 接写の秘訣（共著） 双芸社 1951年
- 引伸の実技 玄光社 1953年
- 35ミリカメラの知識 玄光社 1954年
- 35ミリ現像の知識 玄光社 1955年
- イタリア旅情：ポスタリゼーションによる作品集 岩崎芸術社 1992年